# کیک خوراک شیطان
کیک خوراک شیطان (به انگلیسی: Devil's food cake)   نوعی کیک مرطوب، پر شکلات و از انواع کیک‌های لایه‌ای است. 